# Erich Schelenz
Erich Schelenz (* 24. September 1930 in Essen; † 3. Januar 2007) war ein deutscher Bildhauer.

## Werdegang
Schelenz war in München ansässig. Von 1976 bis 1995 war er Leiter der Studienwerkstätte für Bildhauerei der Akademie der Bildenden Künste München. Sein künstlerisches Werk umfasst Akte und Figürliches. Er war Mitglied der Münchner Secession.

## Ausstellungen
- 1958: München 1869–1958, Aufbruch zur modernen Kunst, Haus der Kunst, München
- 1960: Große Kunstausstellung, München